# Пловило
Пловило или пловни објекат, направа која плива – плута и креће се по површини воде или зарања и креће се испод нивоа површине воде.

## Пловност
Постојање пловила омогућава појава која се зове пловност. Свако тијело, лакше специфичне тежине од течности у коју је уроњено, остаје на површини – плива.
Тијело заузима одређени положај равнотеже под утицајем двију сила: тежине тијела и узгона (Архимедов закон). Тежина тијела има хватиште у тежишту тијела, а узгон у тежишту волумена истиснуте воде. У положају стабилне равнотеже оба се хватишта морају налазити на истој вертикали. Метацентр одређује стабилан положај тијела које плива. То је тачка у којој смјер дјеловања узгона на тијело, које је изведено из положаја равнотеже, сијече смјер тежишнице у положају равнотеже. Ако се метацентар налази изнад тежишта, онда се јавља пар сила које враћају тијело у положај равнотеже и пливање је стабилно. Да се постигне што већа висина метацентра над тежиштем, а тиме и стабилност, граде се пловила којима је тежиште што ниже а облик трупа што повољнији. Међутим, у овоме има граница, јер је вријеме клаћења око положаја равнотеже то веће што је метацентар виши, а то је непогодност за стабилност и сигурност пловидбе.
Посебно грађена пловила којима се пловност по жељи поништава повећањем дјеловања гравитационе силе могу да се крећу и испод нивоа површине воде. То су подморнице и батискафи.

## Историјат
Плутајући балван, дебло дрвета, је прво природно пловило којим су се спашавали и животиње и људи. Повезани балвани су сплав. Издубљени балван-дебло био је први чамац-чун. Са веслима је постао значајан поготово на ријекама. Захваљујући веслима чамац се могао и кретати и усмјеравати. Велики чамци постају бродови и крећу се помоћу весала а њима се управља кормилом - крмом. То су галије. Чамац са дрвеном конструкцијом на коју се разапињала животињска кожа био је први једрењак. Погонска снага му је вјетар. Када је 1807.г. Фултон констуисао први парни строј, бродоградња доживљава револуцију. Пара под притиском преко преносних механизама покреће лопатице и пропелере чијим окретањем се погони брод. Први пут у историји кретање не зависи искључиво од природних околности и директне људске физичке снаге. Даљњим усавршавањем науке и технологија настају мотори са унутрашњим сагоријевањем. Габарити горива се знатно смањују по јединици пређеног пута. Човјек све даље и све сигурније плови. Електрични погон са електричним моторима је важан нарочито у кретању подморница испод нивоа водене површине. Настају и прва пловила на млазни-реактивни погон. Атомска енергија обезбијеђује да са горивом од свега неколико стотина грама пловила прелазе хиљаде наутичких миља.

## Подјела пловила
- Према средини у којој плове:

- ријечна и језерска
- морска

- Према материјалу од којих су грађена:

- дрвена
- метална
- пластична

- Према погону:

- људска снага-весла-чамац, галија
- вјетар – једра- једрењак
- пара-парни мотор- пароброд
- нафта-мотор са унутрашњим сагоријевањем- моторни брод
- електрична енергија-електро мотор- подморница, батискаф
- акција – реакција, млазни мотор, глисер водени скутери

- Према конструкцији трупа:

- катамаран- два спојена трупа
- једнотрупни

- Основна подјела пловила:[10]

- сплав
- чамац
- понтон
- водени скутер
- брод
  - цивилни бродови: јахта, путнички брод, теретни брод, танкер, рибарски брод
  - ратни бродови: Торпедни чамац, Корвета , Фрегата , миноловац , минополагач , Торпиљерка, Крстарица, Разарач, Носач авиона, Носач ракета

- подморница
- батискаф[2][1]

## Употреба
Обично је сврха дизајна пловила омогућавање риболова и екстракције ресурса, превоз терета или путника, поморско образовање или слободне активности, као и за извођење борбених или спасилачких операција. Генерално, сврха воденог возила идентификује његову намену у датом подсектору поморске индустрије.

## Дизајн
Дизајн на бази кога се ствара водено возило обично настоји да оствари равнотежу између унутрашњег капацитета (тонажа), брзине и пловности. Тонажа се претежно разматра у транспортним операцијама, брзина је важна за ратне бродове, а сигурност је примарна брига за мање искусне кориснике пловила током обуке и руковања у слободно време. То је због високог нивоа усклађености са прописима који је мандаторан за већа пловила, што осигурава врло ретке случајеве потапања на мору. То се остварује применом опсежног рачунског моделовања и тестирања модела пре почетка изградње у бродоградилишту.

## Пропулзија
Историјски, водена возила су покретали људи помоћу мотки или весала, кориштена су једара које покреће притисак ветра, и разне пројектоване машине које стварају потисак испод површине воде употребом мотора са унутрашњим сагоревањем или на електричну енергију. Технолошка историја пловила у европској историји може се поделити на бази бродске пропулзије као једноставна пловила за веслање, галије од 8. века п. н. е. до 15. века, једрењаке у доба открића из раног 15. века и раног 17. века, бродове са пуном опремом у доба пловидбе од 16. до средине 19. века. Током доба паре кориштене су поморске парне машине, углавном између 1770. и 1914. године. Након тога у употребу је ушла парна турбина, касније гасна турбина и мотори са унутрашњим сагоревањем који користе дизел гориво, бензин и ЛНГ као гориво на прелазу из 20. века, што је допуњено у одређеној мери нуклеарним бродским погоном од 1950-их у неким поморским пловилима. Тренутни технолошки развој настоји да идентификује јефтиније, обновљиве и мање загађујуће изворе погона за пловила свих облика и величина.